# Iveco
Iveco je společnost zabývající se výrobou lehkých, středních a těžkých užitkových vozidel, autobusů, speciálních vozidel a motorů. Název je zkratkou pro Industrial vehicle corporation. Společnost sídlí v Turíně.

## Historie
Společnost byla založena v roce 1975 sloučením pěti evropských společností: Fiat Veicoli Industriali (Itálie), OM (Itálie), Lancia Veicoli Speciali (Itálie), Unic (Francie) a Magirus (Německo). Duchovním otcem této myšlenky byl tehdejší manažer Fiatu Bruno Beccaria. V roce 1990 získalo Iveco 60 % španělského výrobce nákladních vozů ENASA, který vyráběl pod značkou Pegaso, díky čemuž se rozšířily aktivity Iveca i na španělský trh. Společnost postupně rozšiřovala svou nabídku i na mimoevropské trhy. V roce 1999 došlo spolu se společností Renault VI k založení společného podniku Irisbus, který se v roce 2003 stal součástí skupiny Iveco. V současnosti vlastní Iveco tyto značky: Iveco, Iveco Powertrain (výrobce motorů), Iveco Magirus (výrobce požárních vozů, vlastní značky Iveco Ford Truck, Lohr Magirus, Iveco Mezzi Speciali, Camiva), Astra (těžká nákladní vozidla), Iveco Bus (autobusy) a další. Iveco je v současnosti jedním z největších světových výrobců nákladních automobilů. V roce 2007 vstoupilo na trh USA.

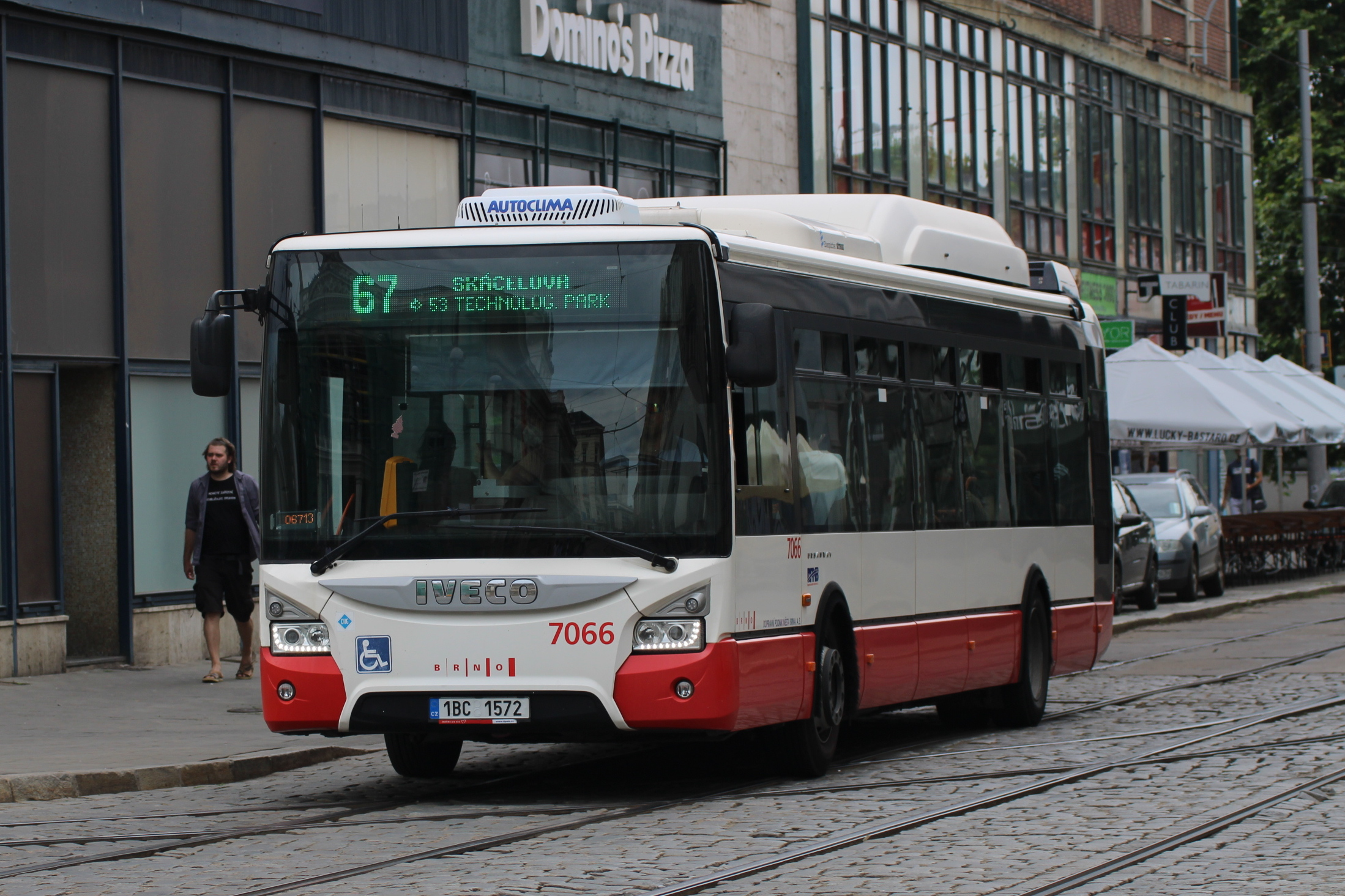
Autobus Iveco Urbanway 12m CNG

Začátkem roku 2007 byla česká firma Karosa (od roku 1999 je součástí Irisbusu) vyrábějící autobusy přejmenována na Iveco Czech Republic. Dne 26. 5. 2013 byla společnost Iveco Czech Republic přejmenována na IvecoBus.

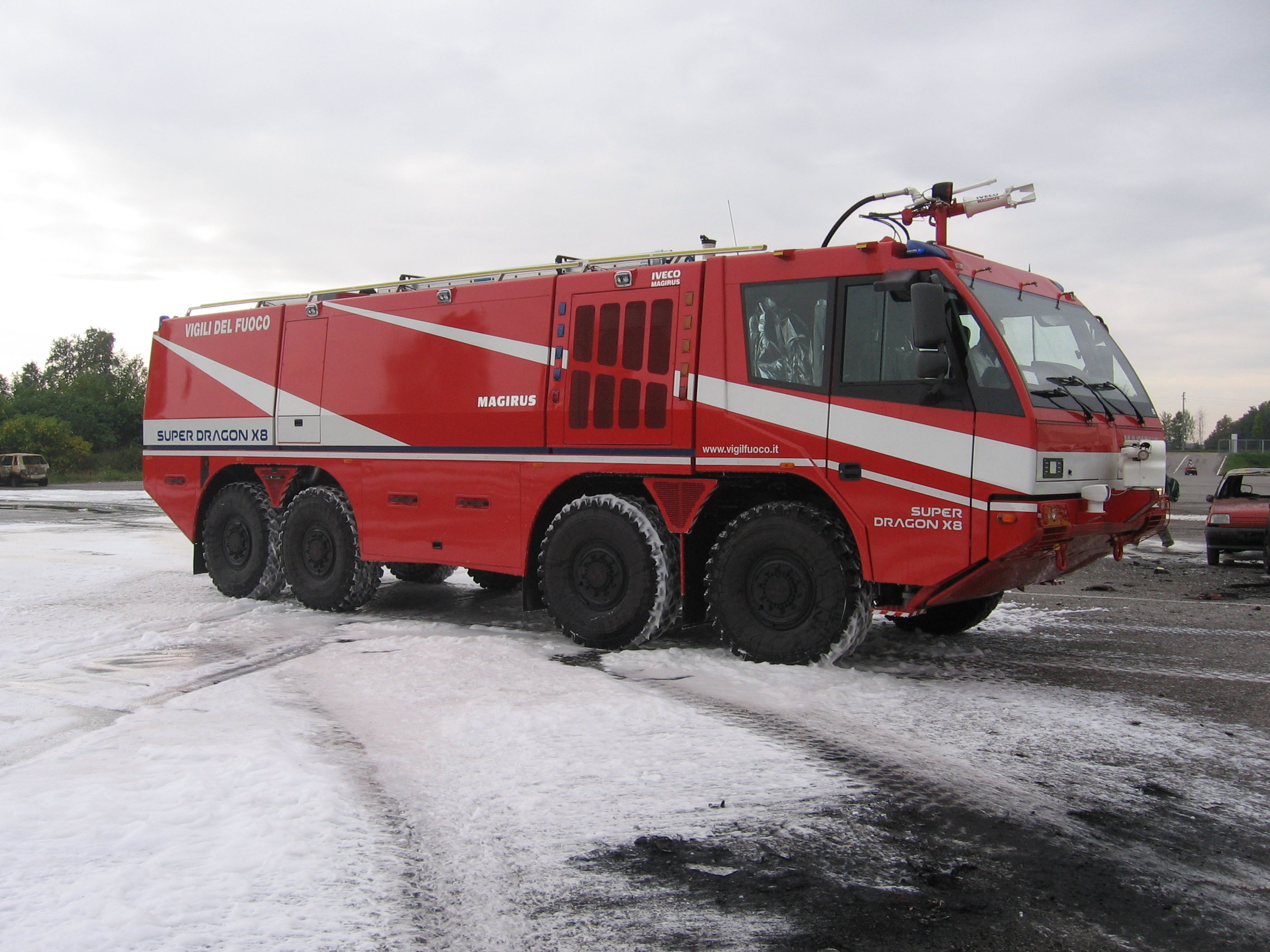
Letištní hasičský speciál Iveco Magirus
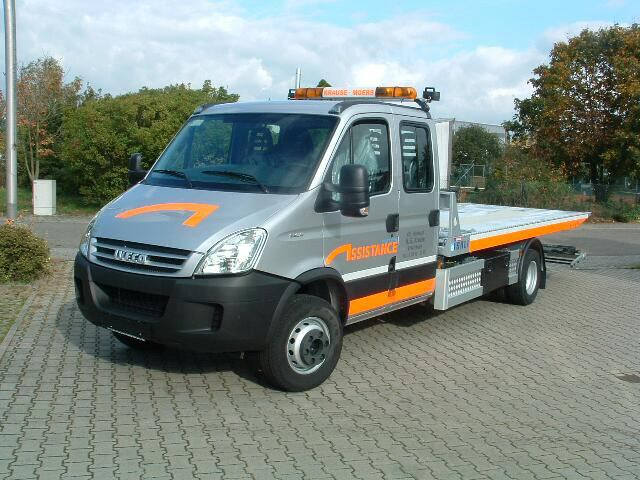
Lehké užitkové vozidlo Iveco Daily
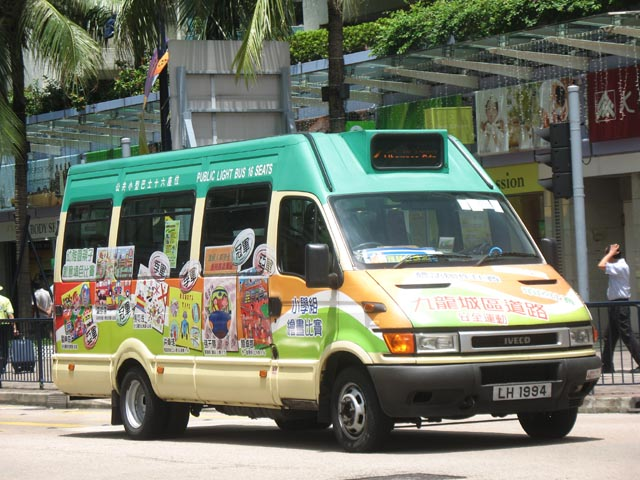
Mikrobus Iveco Daily v Hongkongu
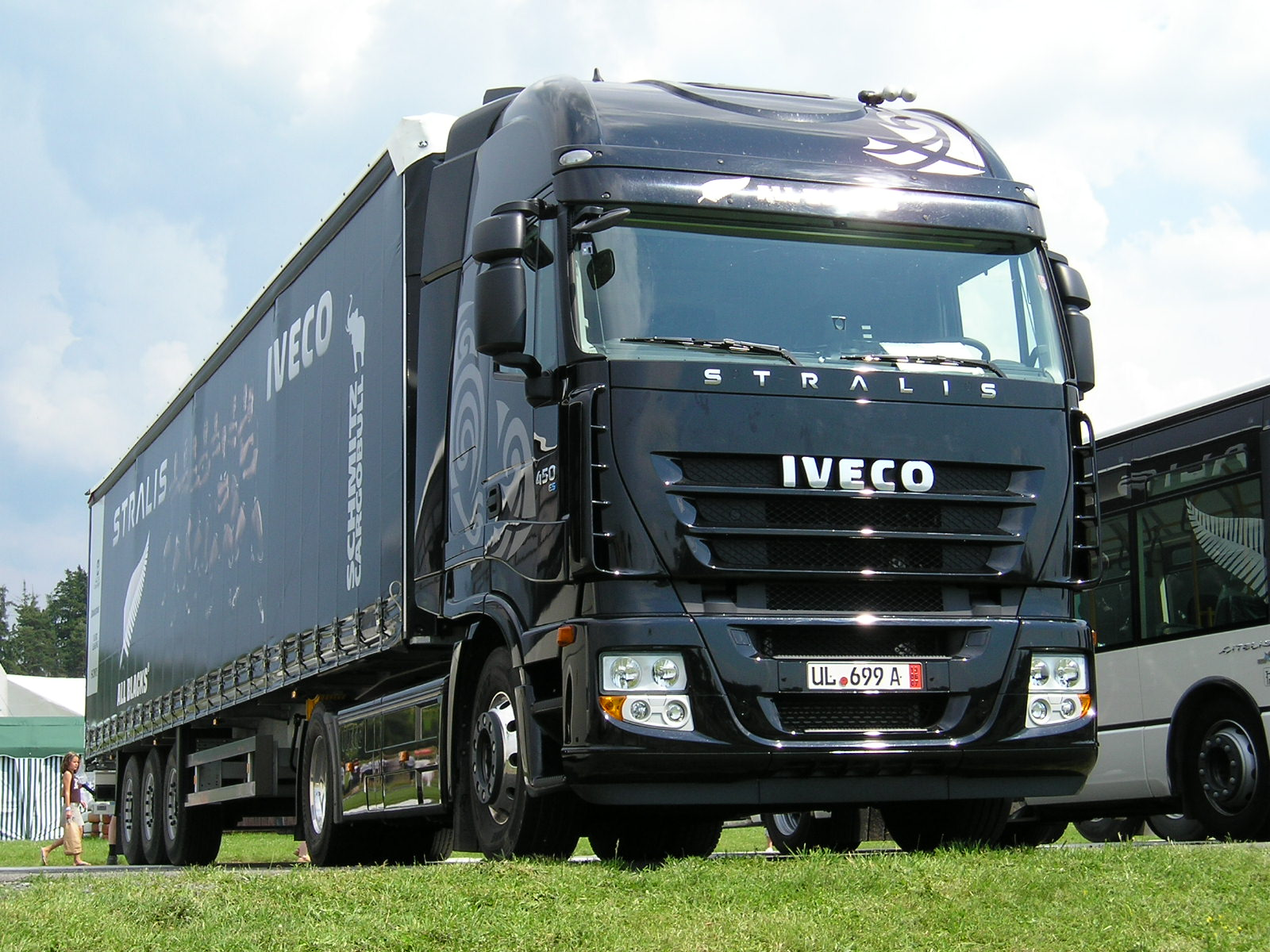
Iveco Stralis All Blacks na autodromu ve Vysokém Mýtě